# Exopalystes
Exopalystes is een monotypisch geslacht van spinnen uit de  familie van de Sparassidae (jachtkrabspinnen).

## Soort
- Exopalystes pulchellus Hogg, 1914